# Aïssata
Aïssata est un prénom d'origine sénégalaise.

## Étymologie
Ce prénom correspond au prénom arabe Aïcha, l'une des épouses du Prophète Mahomet. Aïcha était la troisième épouse du Prophète.
Ce prénom qui signifie en sénégalais[Laquelle ?] grâce est souvent accordé aux filles nées après une sœur étant âgée de 2 ans de plus que l'enfant.
Aïssata est un prénom plutôt utilisé dans des familles aisées du Sénégal.